# Distorsio constricta
Distorsio constricta là một loài ốc biển kích thước trung bình-nhỏ, là động vật thân mềm chân bụng sống ở biển trong họ Personidae.

## Phân loài
- Distorsio constricta constricta (Broderip, 1833)[2]
- Distorsio constricta mcgintyi Emerson & Puffer, 1953[2]

## Miêu tả
The maximum recorded shell length của Distorsio constricta mcgintyi is 65 mm.

## Môi trường sống
Minimum recorded depth của Distorsio constricta mcgintyi is 25 m. Độ sâu lớn nhất ghi nhận được là 274 m.